# Meliboeus bipartitus
Meliboeus bipartitus es una especie de escarabajo barrenador metálico del género Meliboeus, familia Buprestidae, orden Coleoptera.

## Taxonomía
Fue descrita por Deyrolle en 1864 y publicada en Deyrolle H. Description des Buprestides de la Malaisie recueillés par M. Wallace pendant son voyage dans cet Archipel. Annales de la Société entomologique de Belgique 8:1-280, 4 plates, i-iii in color. [English summary including keys in Zoological Record for 1865]. (1864).